# 清水崇行
清水崇行（1973年10月23日—）為日本的棒球選手，出生於東京都足立区。他曾效力於日本職棒西武獅等隊伍，於2009年退休，生涯通算131支全壘打。